# San Pedro el Viejo (Huesca)

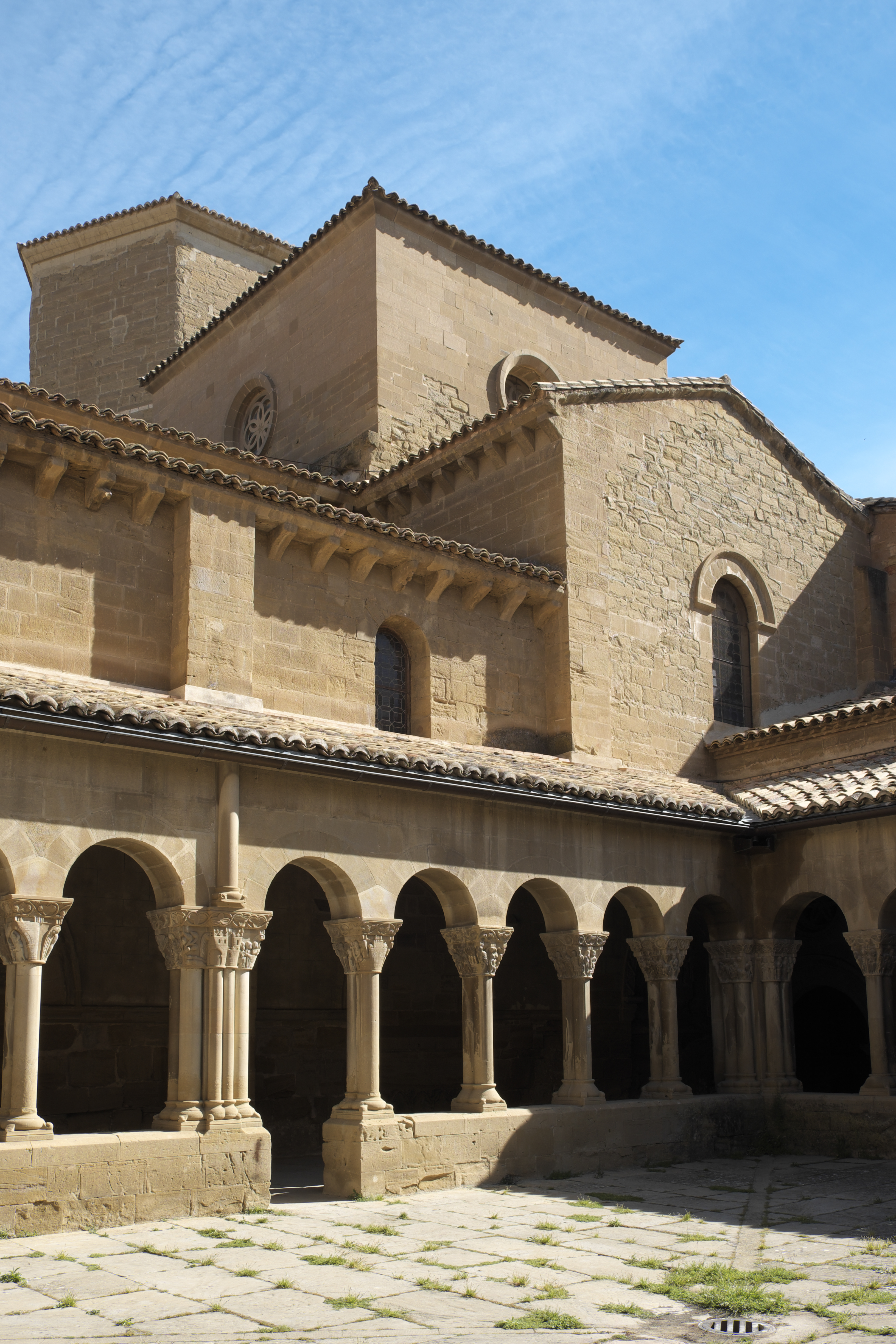
Kreuzgang und Kirche

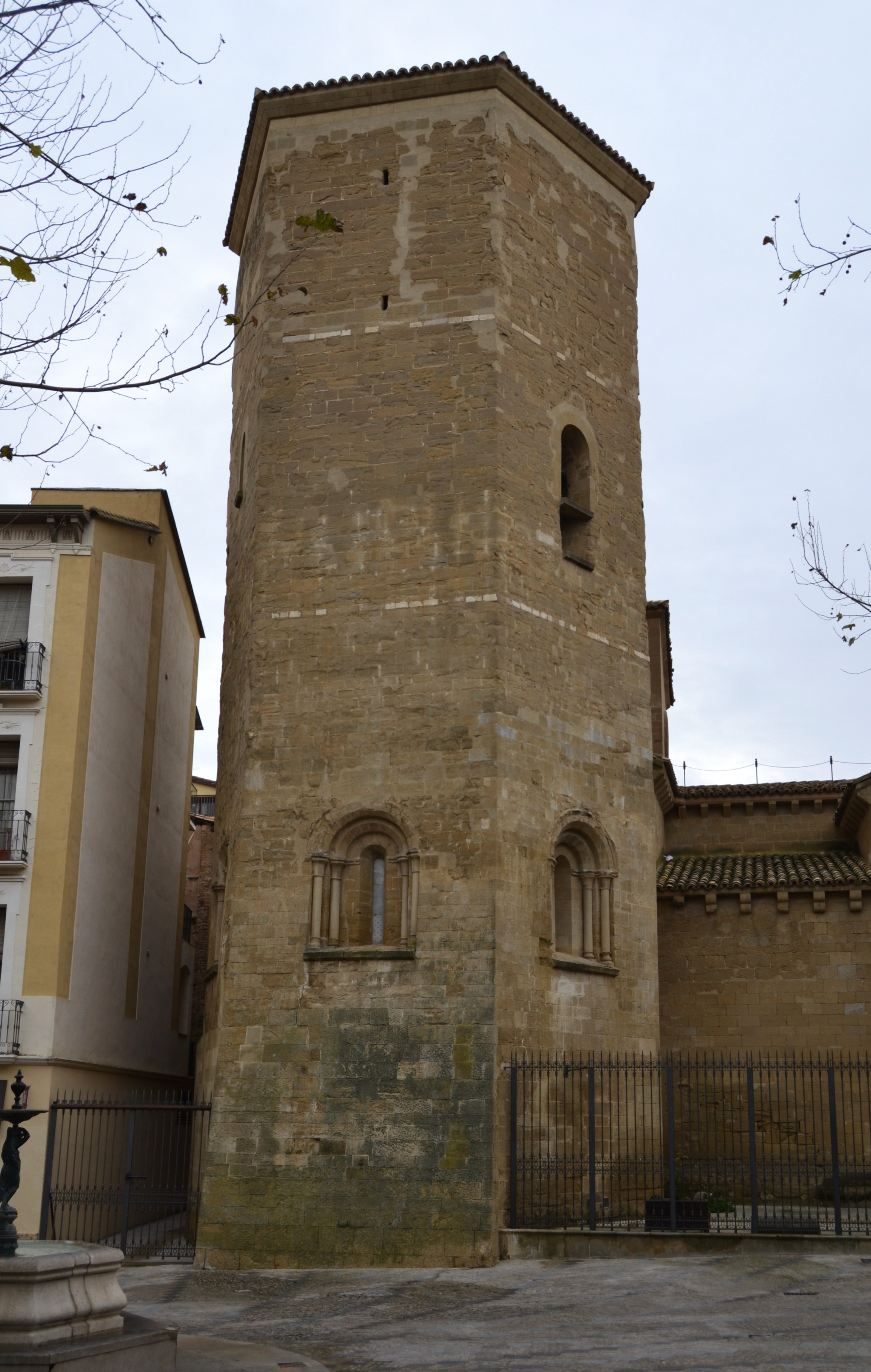
Glockenturm

Die katholische Pfarrkirche San Pedro el Viejo in Huesca, der Hauptstadt der gleichnamigen Provinz der spanischen Autonomen Gemeinschaft Aragonien, wurde zu Beginn des 12. Jahrhunderts als Benediktinerklosterkirche errichtet. Der Kreuzgang mit seinen romanischen Kapitellen stammt aus der zweiten Hälfte des 12. Jahrhunderts. Die Kirche ist dem Apostel Petrus geweiht. Zur Unterscheidung von der Kathedrale, die ursprünglich das gleiche Patrozinium besaß, wurde die Klosterkirche mit dem Zusatz el Viejo (deutsch: „der Alte“, gemeint ist der hl. Petrus) versehen. Im Jahr 1885 wurde die Kirche zum Baudenkmal (Bien de Interés Cultural) erklärt.

## Geschichte
Die Kirche San Pedro gehört zu den ältesten Kirchen Spaniens. Bereits in westgotischer Zeit stand an dieser Stelle eine Kirche, die über den Resten eines römischen Tempels errichtet worden war und die unter der maurischen Herrschaft durch einen mozarabischen Kirchenbau ersetzt wurde. Während der gesamten Zeit der maurischen Herrschaft diente dieses Gebäude der christlichen Bevölkerung als Gotteshaus. Nach der christlichen Rückeroberung von Huesca im Jahr 1096 übergab Peter I., König von Navarra und Aragón, dem Abt des Benediktinerklosters von Saint-Pons-de-Thomières im heutigen Département Hérault in Frankreich, die alte Peterskirche, um dort ein Benediktinerkloster einzurichten und somit die Gelübde der früheren Könige zu erfüllen. Neben der Kirche gab es bereits einen Friedhof, ein außerhalb der Kirche gelegenes Baptisterium und einen Kreuzgang. Ab 1117 wurde die kleine mozarabische Kirche abgerissen und eine neue Kirche erbaut, die zwischen 1158 und 1160 fertiggestellt war. In der nächsten Bauphase, zwischen 1170 und 1198, wurde ein neuer Kreuzgang errichtet. In der ersten Hälfte des 13. Jahrhunderts begann man mit dem Bau des Turms, der erst im 14. Jahrhundert vollendet wurde. Zwischen 1236 und 1240 wurde für eine bessere Beleuchtung des Innenraums ein Tiburio aufgebaut. In der zweiten Hälfte des 13. Jahrhunderts wurden die Kapellen Santa Ana, Santa Inés, San Benito angebaut und die dem heiligen Pontius von Cimiez geweihte Kapelle San Ponce im unteren Stockwerk des Turmes fertiggestellt.

## Kirche

### Glockenturm
Neben dem heutigen Portal der Kirche erhebt sich der sechseckige Glockenturm aus dem 13. Jahrhundert. In seinem Untergeschoss öffnen sich schmale, schießschartenartige Rundbogenfenster, die von Säulen gerahmt werden und die die Kapelle San Ponce beleuchten. Ein Rundbogenportal mit schlichten Archivolten und schmucklosen Kapitellen führt vom Querhaus in die Kapelle.

### Hauptportal

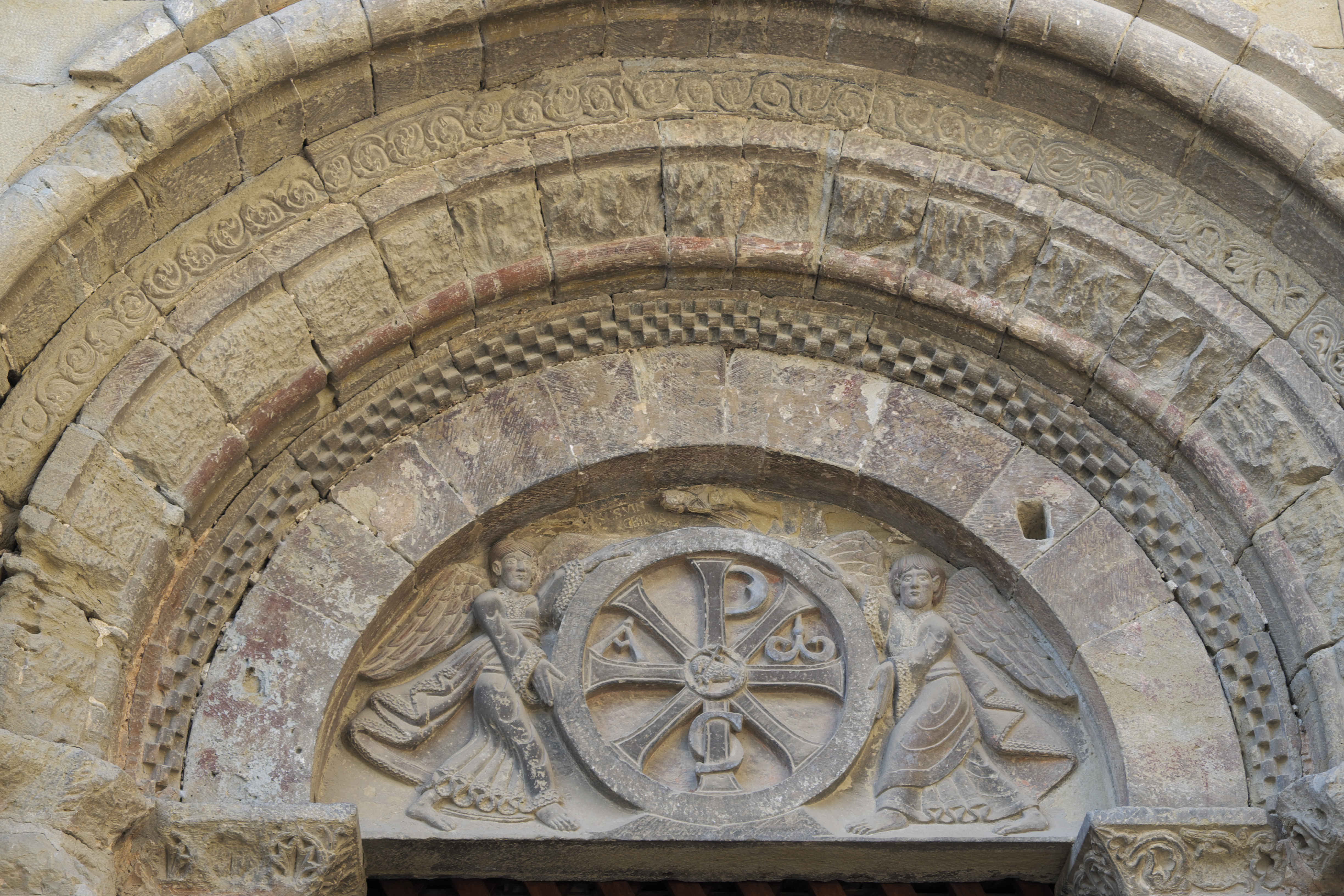
Tympanon des Hauptportals

Der heutige einzige Eingang an der Nordseite der Kirche war ursprünglich der Zugang zum Friedhof. Das ehemalige Hauptportal befand sich bis 1684 an der Westfassade, an der Stelle des heutigen Westchors. Das Portal wird von drei rundbogigen Archivolten überspannt, die auf Kämpfern mit Blattdekor aufliegen. Die Archivolten sind mit einem Blatt- und Schachbrettfries verziert. Auf dem Tympanon sind zwei Engel mit langen Gewändern dargestellt, die eine Scheibe mit dem Christusmonogramm und den Buchstaben Alpha und Omega halten. In der Mitte sieht man das Lamm Gottes. Die kleine liegende Figur, oben in der Mitte des Tympanons, bezeichnet die Inschrift daneben als heiligen Vinzenz, den in Huesca geborenen Märtyrer, der nach der Legende hier getauft worden sein soll. Von der ursprünglichen Bemalung sind nur noch Farbreste erhalten.

### Innenraum
Der dreischiffige Innenraum ist in fünf Joche gegliedert, das Querhaus ragt nicht über das Langhaus hinaus. Das Gebäude hat eine Länge von 41,30 Metern und eine Breite von 14 Metern. Im Osten schließen sich drei halbrund geschlossene Apsiden an, die von Kalotten gedeckt werden. Das Hauptschiff und die beiden Seitenschiffe besitzen Tonnengewölbe. Die wuchtigen Rundbogenarkaden ruhen auf kreuzförmigen Pfeilern mit Pilastervorlagen. Der Tiburio, der Aufbau über der Vierung, weist ein Kreuzrippengewölbe auf und wird durch vier, mit Diamantfriesen gerahmte Okuli beleuchtet. 

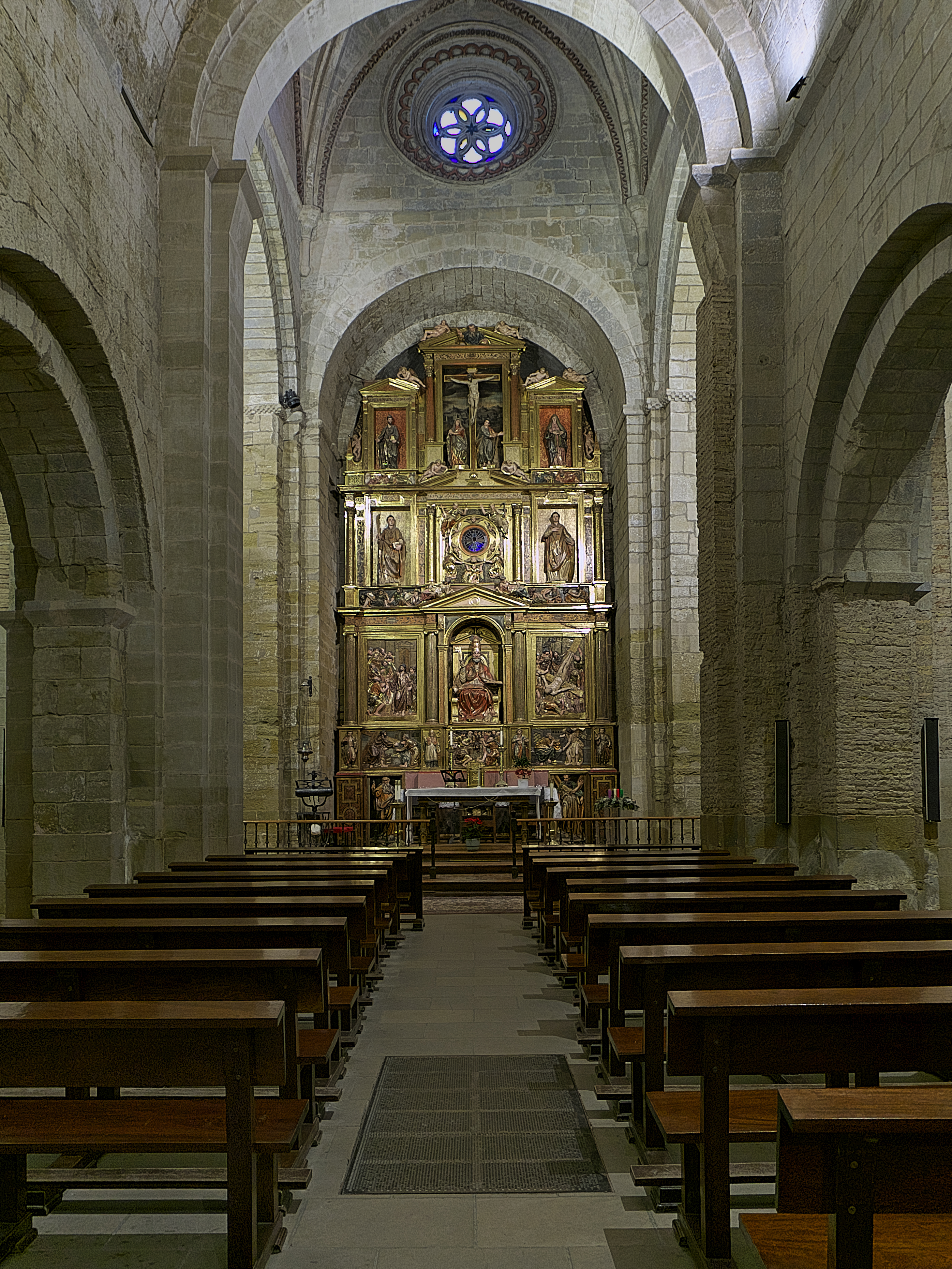
Innenansicht mit Blick zur Hauptapsis
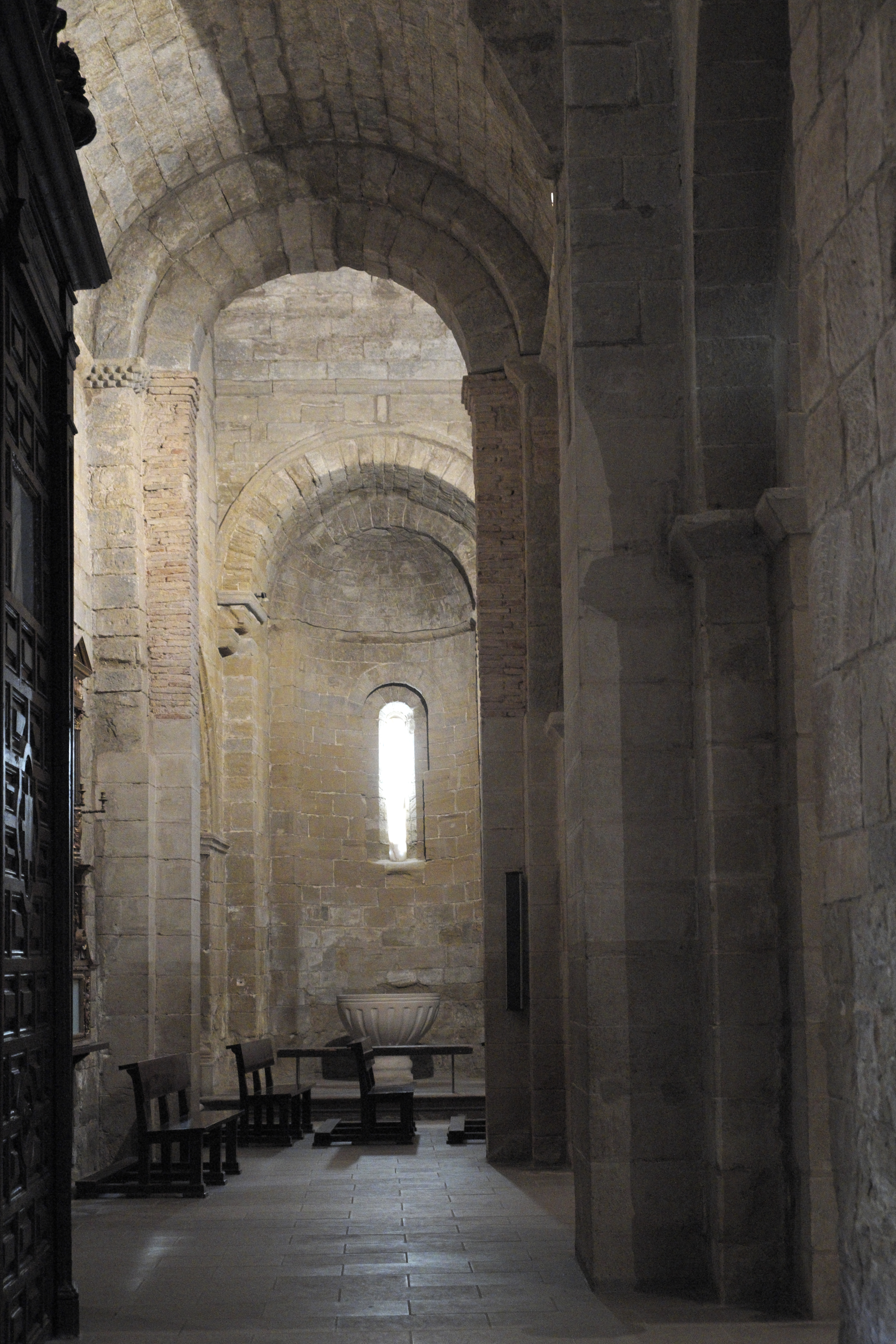
Seitenapsis
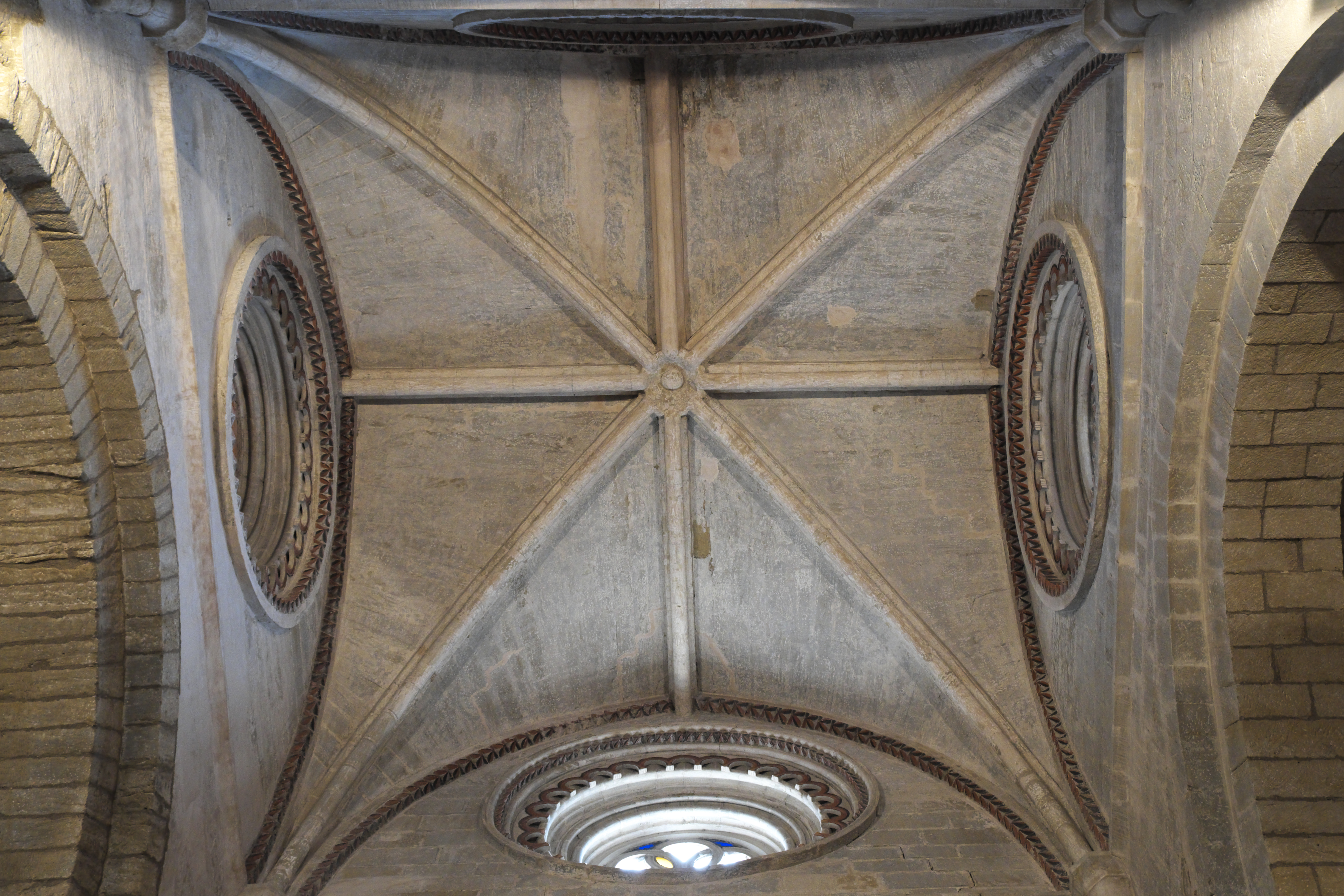
Tiburio über der Vierung

### Wandmalereien

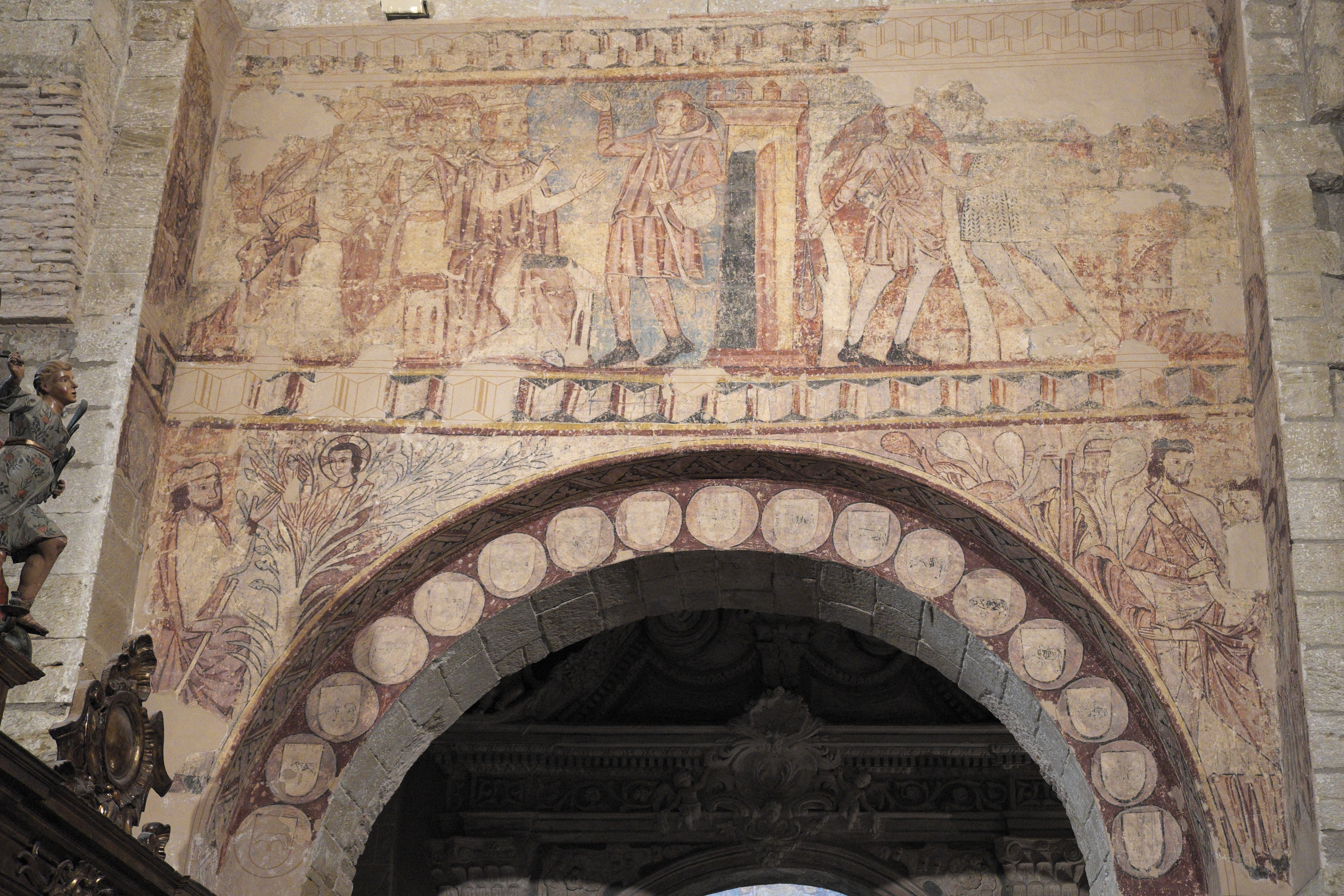
Wandmalerei

Die Wandmalereien im nördlichen Seitenschiff stammen aus der zweiten Hälfte des 13. Jahrhunderts. Dokumente belegen, dass um 1276 der Maler Sancristóbal in der Kirche tätig war. Im oberen Bereich sieht man den Kampf Davids gegen Goliat, in den Zwickeln auf der linken Seite Moses und den Brennenden Dornbusch und rechts die Eherne Schlange.

### Ausstattung
- Der holzgeschnitzte und vergoldete Hauptaltar wurde 1601 eingebaut. Er wurde von Juan de Berrueta und Juan de Alí im Stil des Übergangs von der Renaissance zum Barock geschaffen.
- In der rechten Apsis steht die farbig gefasste Madonnenfigur Virgen de las Nieves aus dem späten 14. Jahrhundert.
- Das Chorgestühl wurde 1506 von Juan Bierto im Stil der Spätgotik geschnitzt.

## Kreuzgang

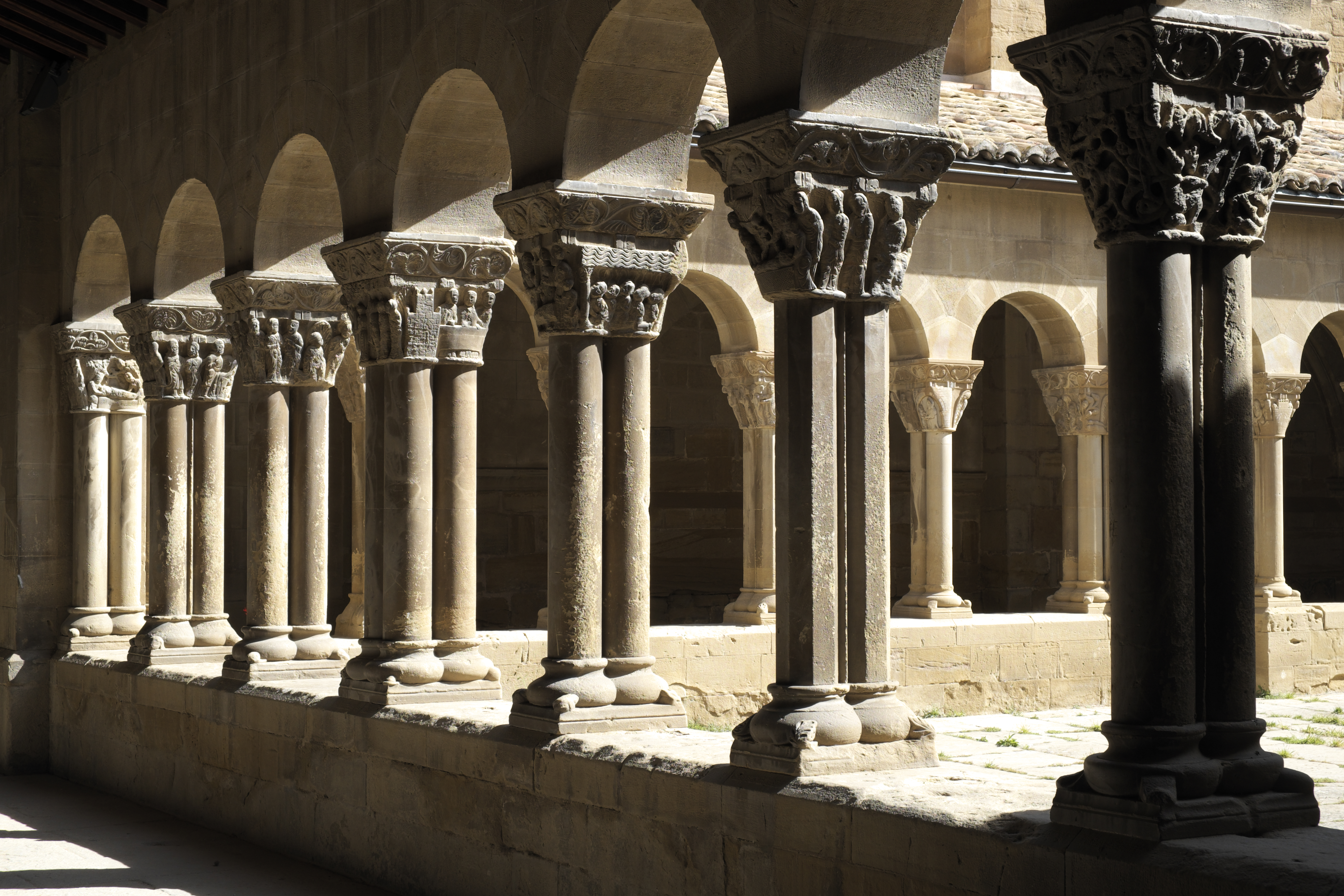
Kreuzgang

Der Kreuzgang wurde in der zweiten Hälfte des 12. Jahrhunderts angelegt. Sein Grundriss ist rechteckig, die Galerien haben eine Länge von 35,50 Metern bzw. 19 Metern. Die rundbogigen Arkaden werden von Doppelsäulen getragen, die jeweils ein gemeinsames Kapitell besitzen. Einige Schäfte sind sechseckig. Die Ecken werden durch Pfeiler mit Säulenvorlagen verstärkt, ebenso die Mitte des Nord- und Südflügels. In der Mitte des Ost- und des Westflügels sind vier Säulen zusammengefasst. Die meisten der Kapitelle wurden vermutlich vom gleichen Bildhauer ausgeführt, der auch die Kapitelle des Kreuzgangs im Kloster San Juan de la Peña schuf und der als Meister von San Juan de la Peña oder auch Maestro de Agüero bezeichnet wird. Von den 38 Kapitellen sind 18 original, die anderen wurden Ende des 19. Jahrhunderts durch Repliken ersetzt. Die zum Teil sehr stark verwitterten Originale werden im Museo Provincial in Huesca ausgestellt.
Alle Kapitelle sind mit figürlichen Szenen versehen. Neben Episoden aus dem Leben Marias und Jesu und der Geschichte von Kain und Abel werden Fabelwesen und Kämpfe von Menschen mit Schlangen und wilden Tieren dargestellt. Ein Kapitell stellt die Taufe Kaiser Konstantins des Großen durch Papst Silvester I. dar.

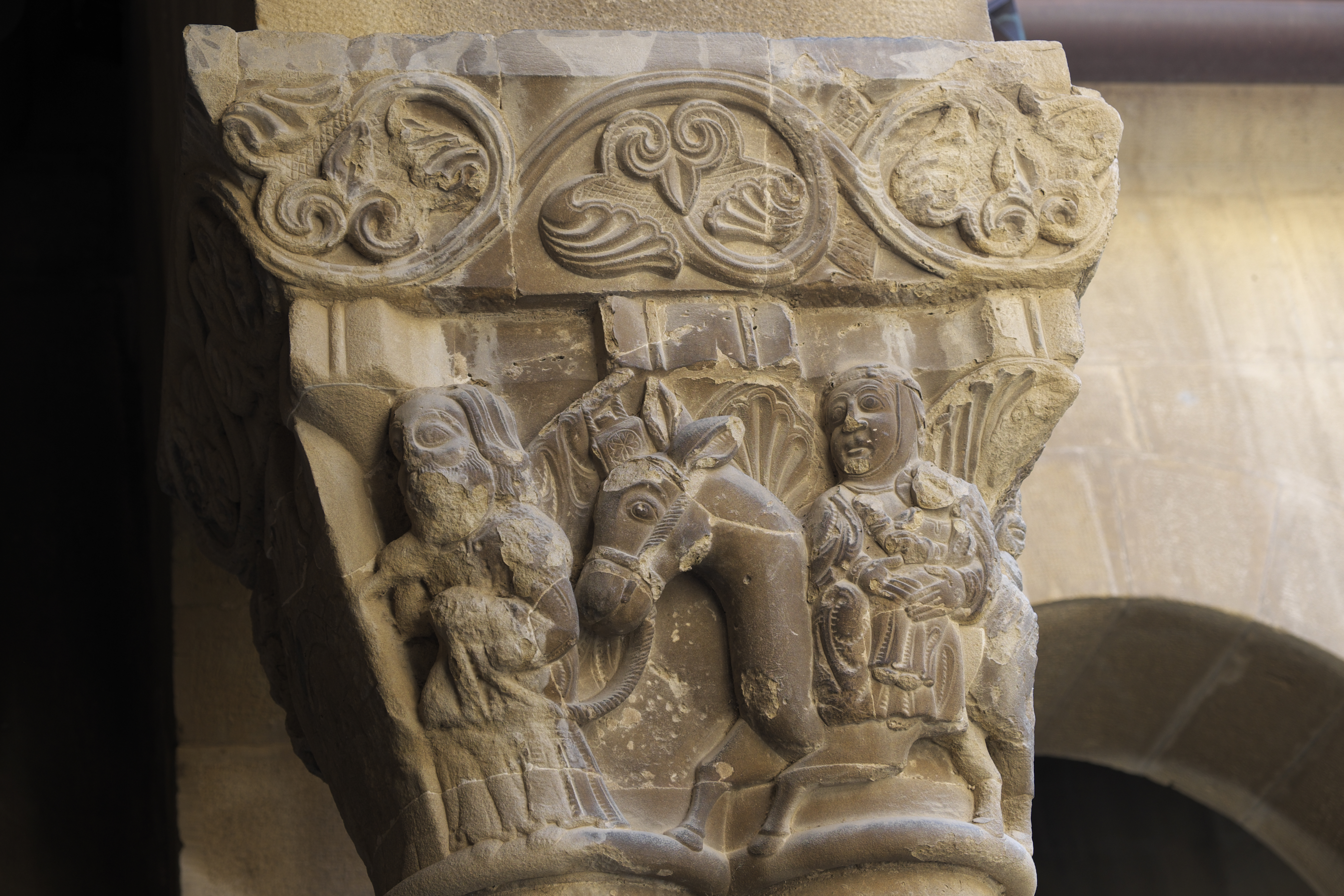
Rückkehr von Ägypten
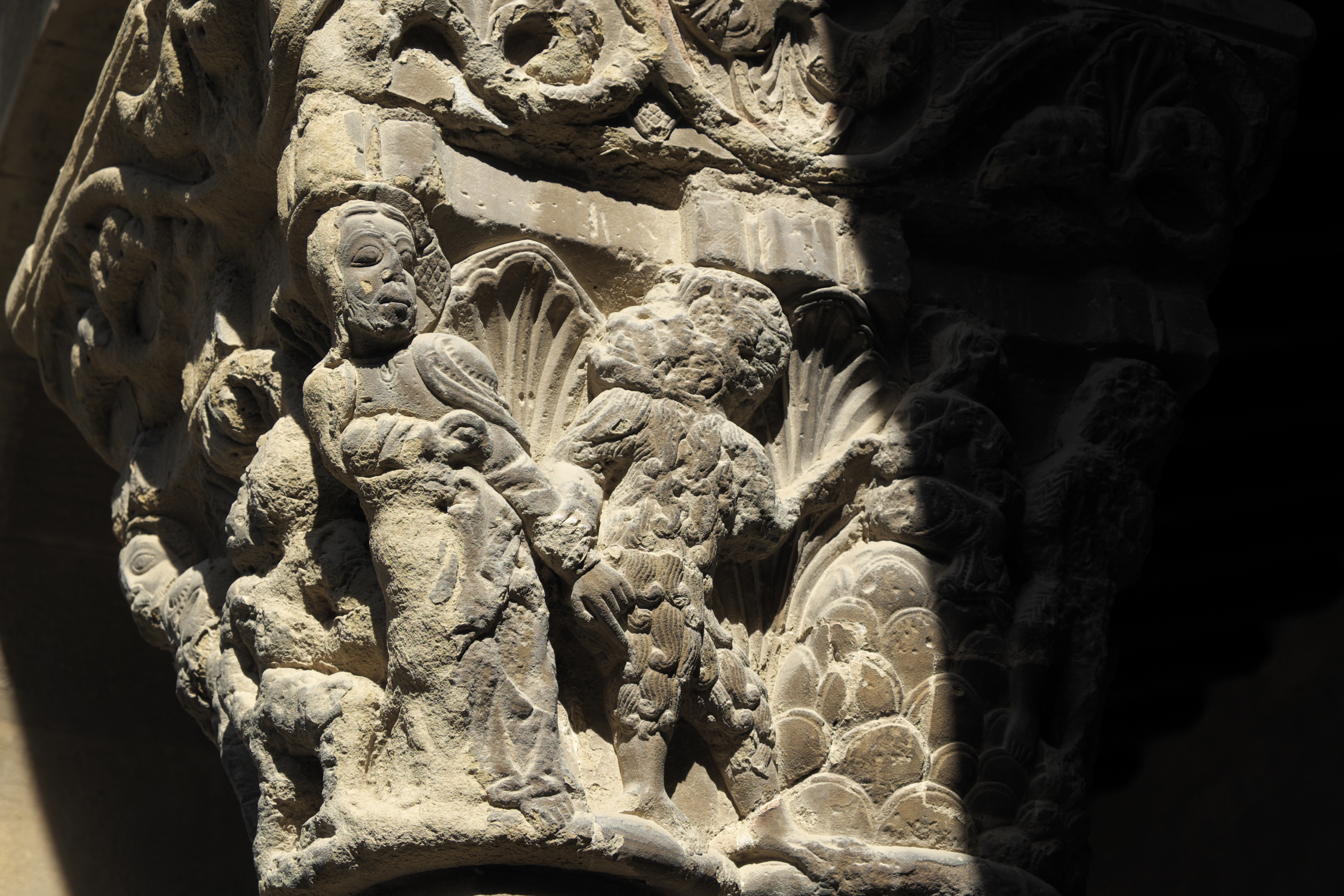
Versuchung Jesu
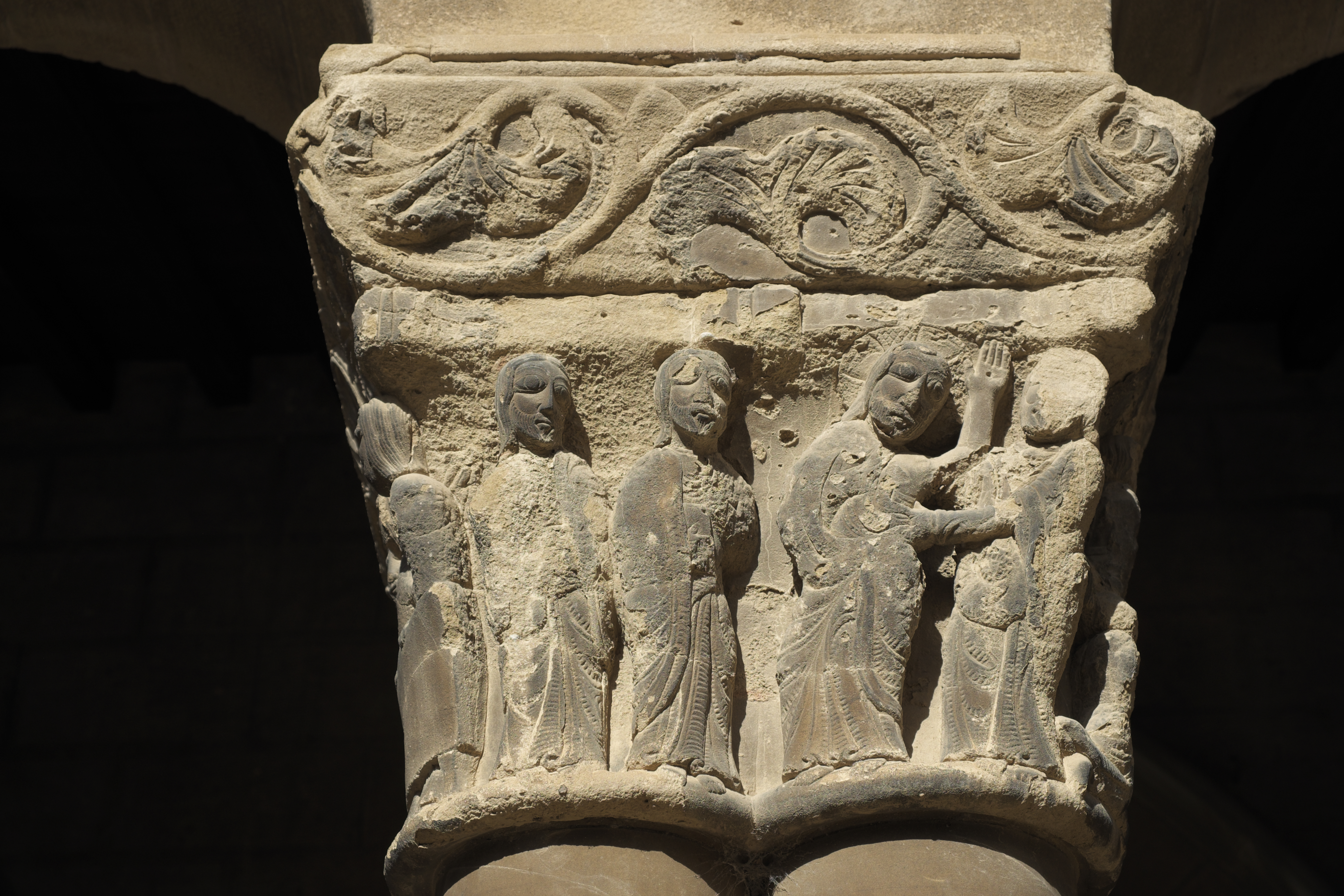
Emmaus-Jünger und Ungläubiger Thomas
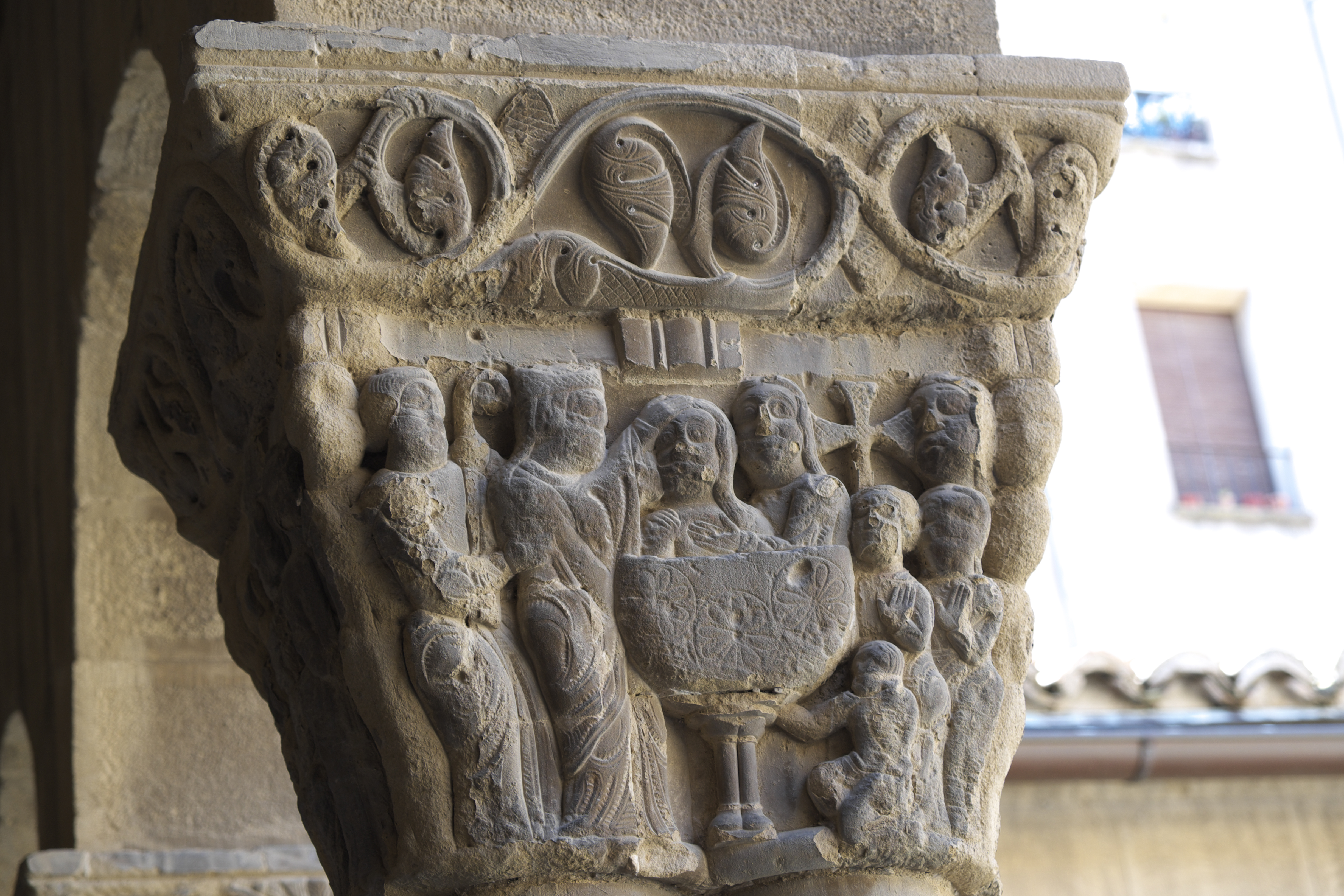
Taufe Kaiser Konstantins
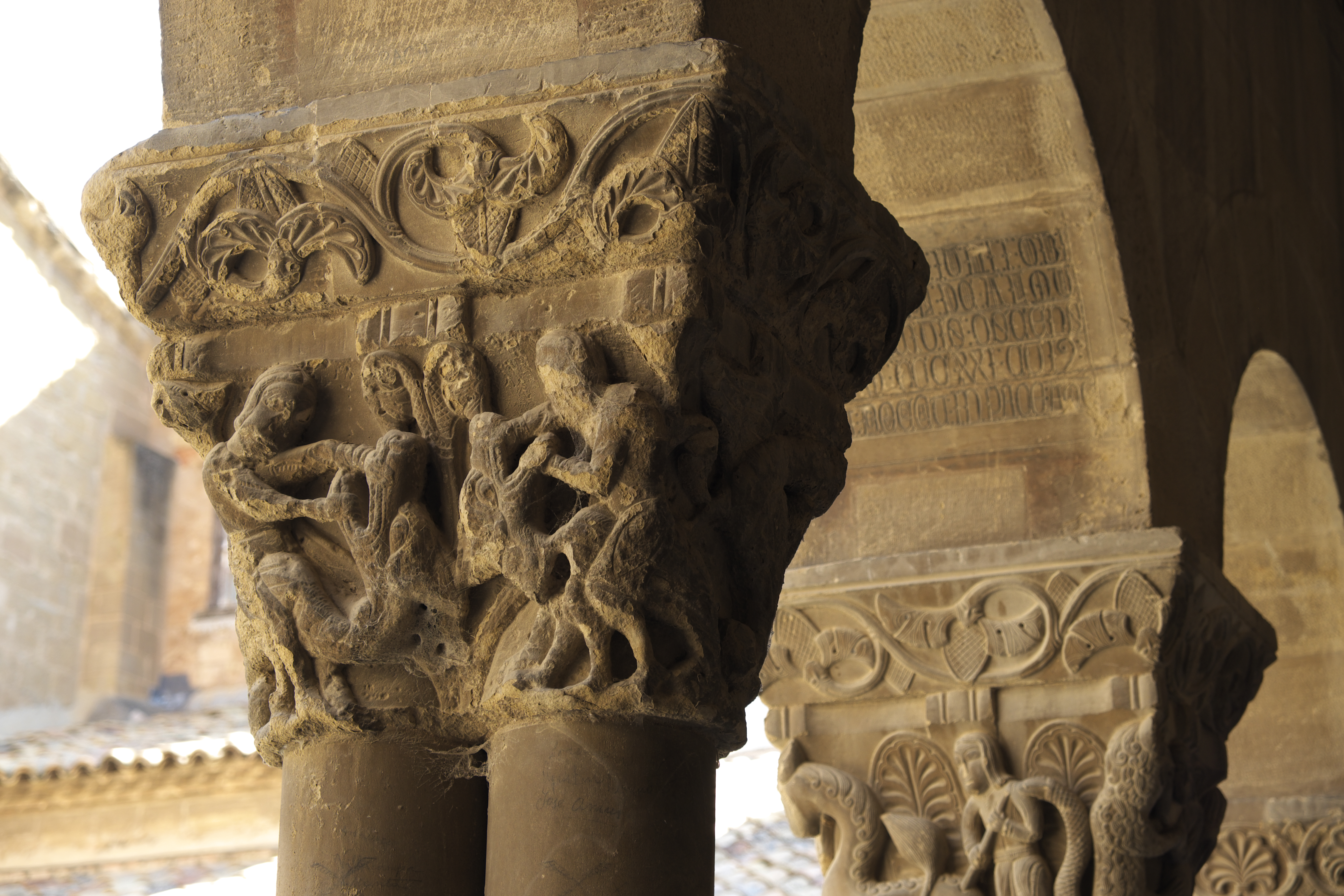
Kampf mit wilden Tieren

### Portal zwischen Kirche und Kreuzgang
Vom südlichen Seitenschiff führt ein Portal zum Kreuzgang. Auf dem oberen Teil des Tympanons sieht man eine ähnliche Darstellung wie am Hauptportal, zwei Engel halten eine Scheibe mit dem Christusmonogramm, rechts und links stehen die griechischen Buchstaben Alpha und Omega, den Mittelpunkt bildet ein Medaillon mit einem Stern mit sieben Spitzen. Auf der unteren Ebene des Tympanons ist die Anbetung der Heiligen Drei Könige dargestellt. Zwei ähnliche, in einem Medaillon übereinanderliegende Sterne mit sieben Spitzen scheinen die Weisen aus dem Morgenland zu leiten. Die Darstellung des Christusmonogramms und den beiden Engeln findet sich noch auf einem weiteren Tympanon eines Portals im Kreuzgang.

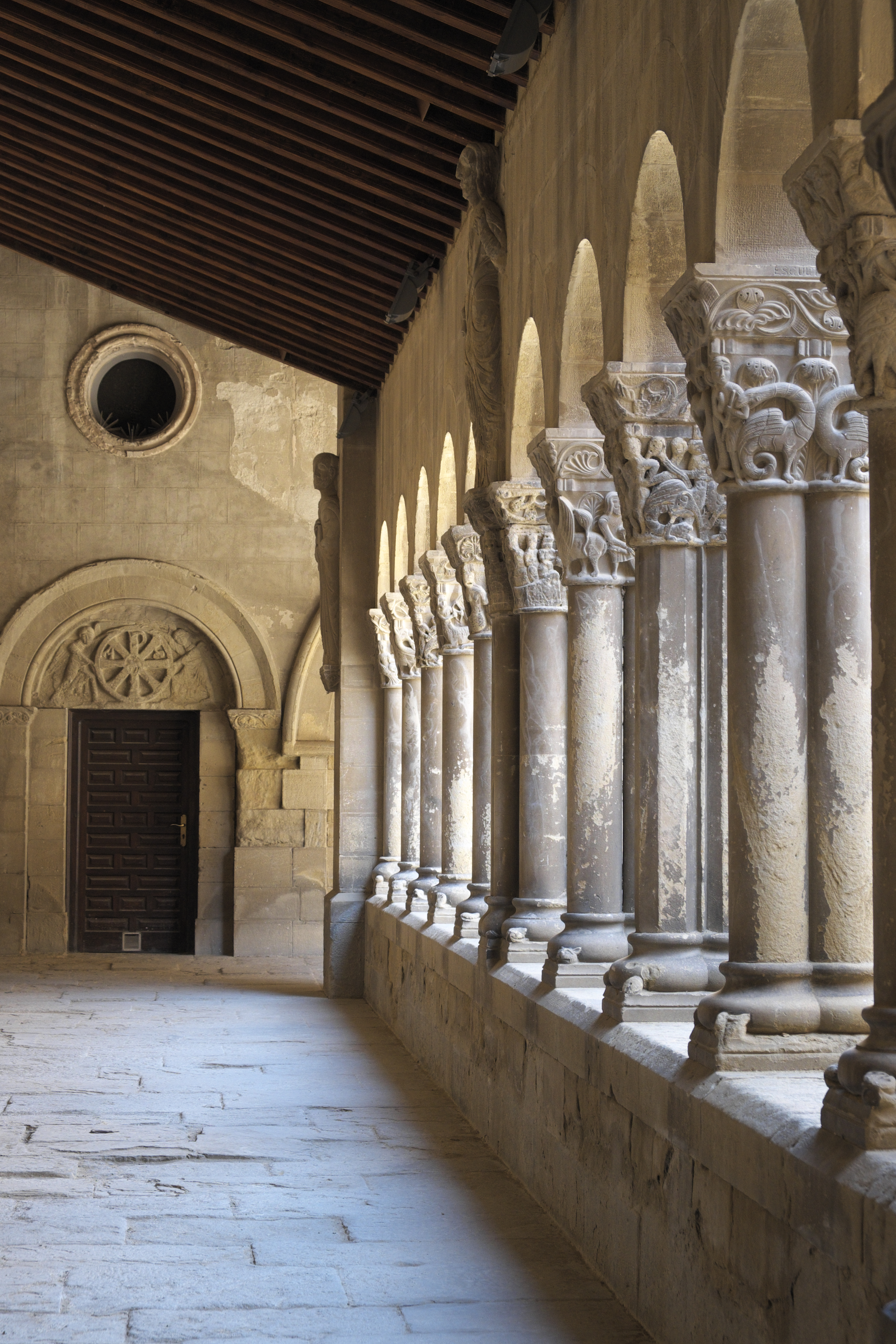
Kreuzgang
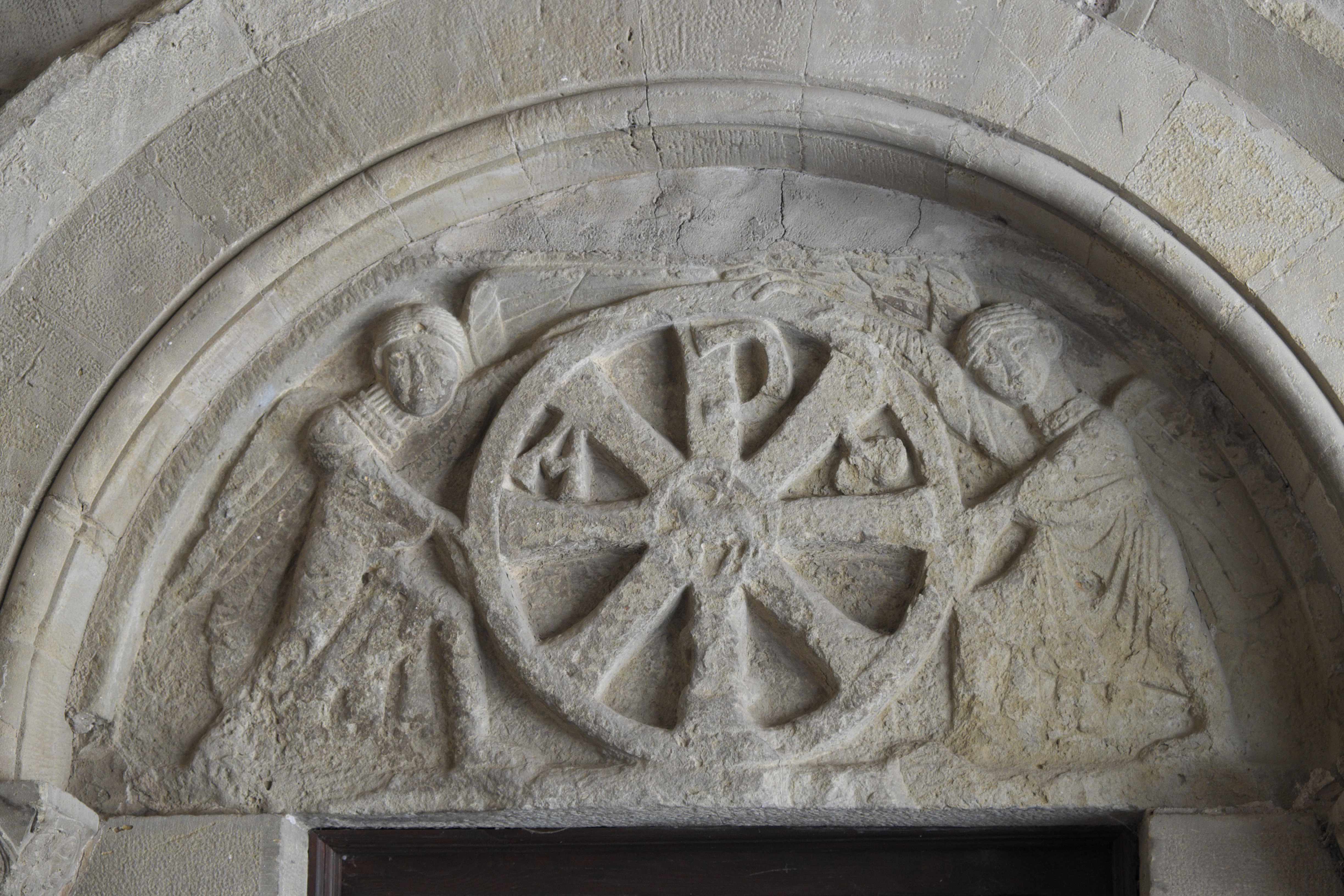
Tympanon mit Christusmonogramm
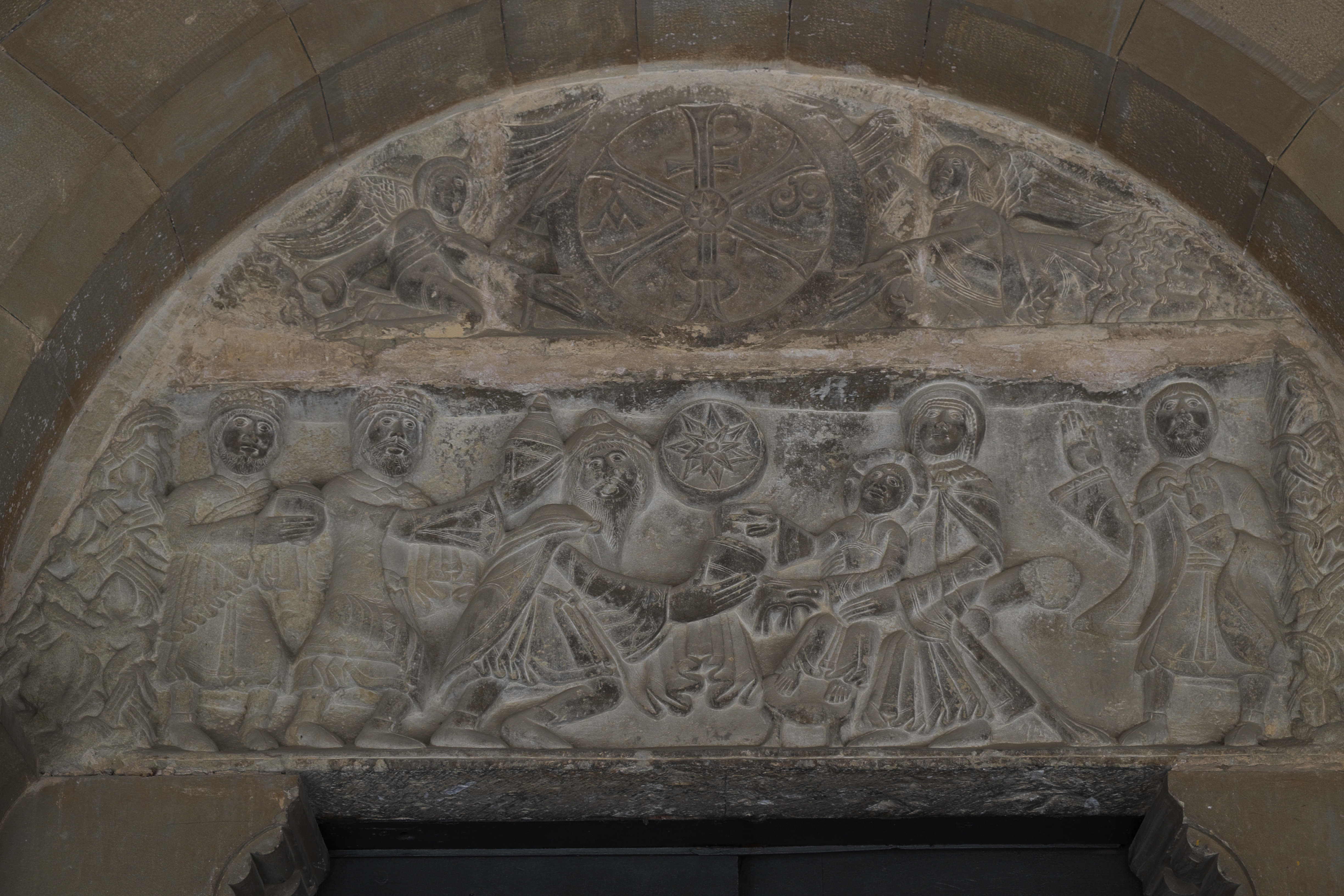
Tympanon mit Christusmonogramm und Anbetung der Heiligen Drei Könige

### Bartholomäus-Kapelle

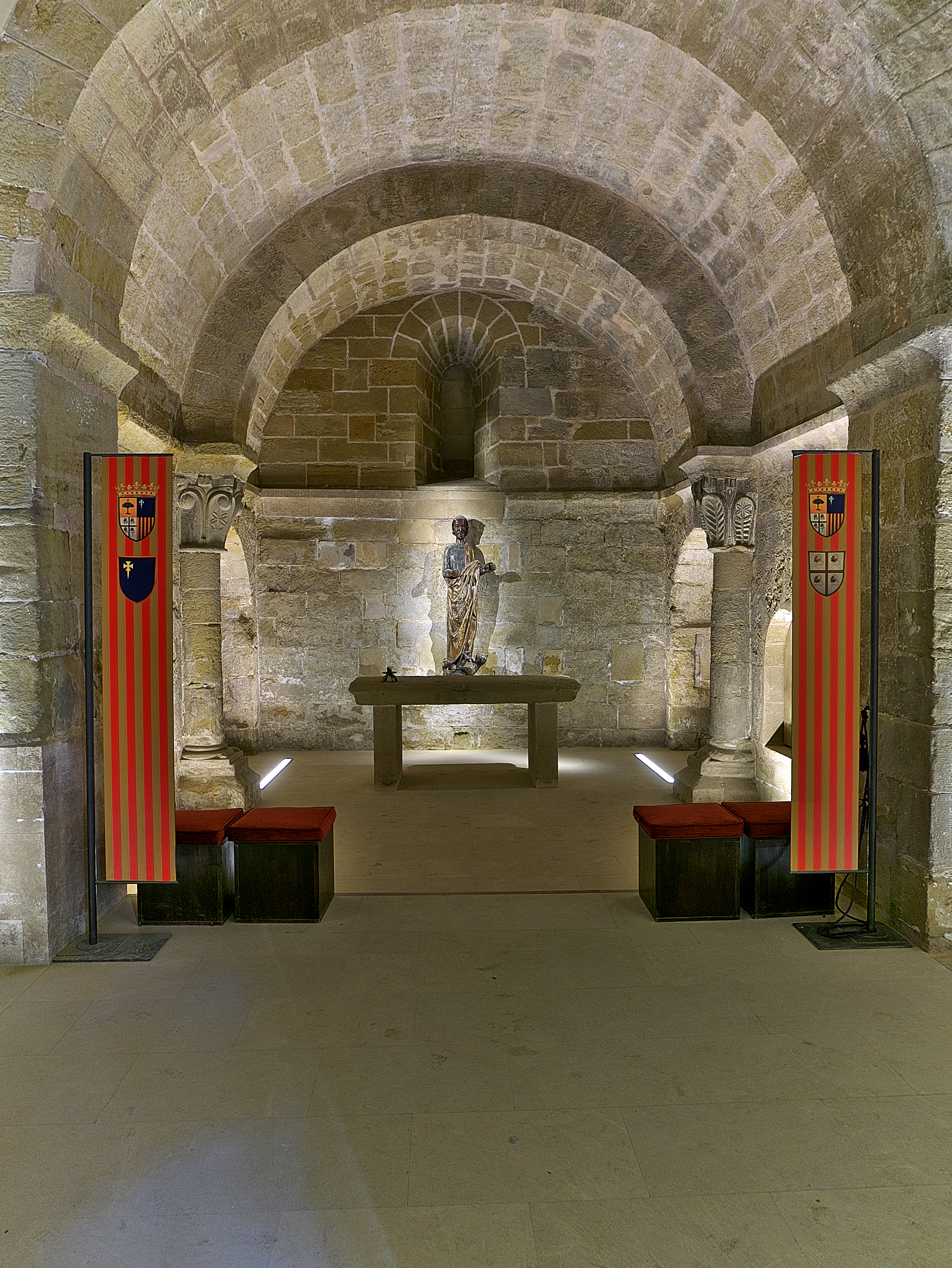
Bartholomäus-Kapelle

Die östliche Galerie öffnet sich zur Bartholomäus-Kapelle, die noch auf den vorromanischen Kirchenbau zurückgeht. Sie ist in drei Joche gegliedert und wird von einem Tonnengewölbe gedeckt, das von zwei Gurtbögen getragen wird. Der westliche Gurtbogen ruht auf Pilastern, der östliche auf eingestellten Säulen, die mit einem Blatt- und einem Knospenkapitell verziert sind. 
Die Kapelle blieb beim Neubau der Kirche vom Abriss verschont, da sie von den Benediktinermönchen zunächst als Kapitelsaal genutzt wurde. Später diente sie als Grablege der Könige von Aragón. An den Längsseiten der Kapelle sind mehrere Wandnischengräber eingeschnitten. 1843 wurden die sterblichen Überreste des aragonesischen Königs Alfons I., der Krieger genannt, aus der Burg Montearagón nach Huesca überführt und in der Bartholomäus-Kapelle beigesetzt. König Ramiro II., der die letzten zwanzig Jahre seines Lebens im Kloster San Pedro als Mönch gelebt hatte, ist in einem römischen Sarkophag aus dem 2. Jahrhundert bestattet. Der Sarkophag ist mit einem Relief verziert, auf dem Engel einen Clipeus mit einer Büste halten. Die Darstellung der Engel gleicht denjenigen auf den Tympana des Hauptportals und dem Portal zum Kreuzgang. Auch der letzte Prior des Klosters, Bernardo Alter Zapila, der 1494 starb, liegt hier begraben. Auf der gotischen Grabplatte ist er als Liegefigur in Alabaster gemeißelt. 

### Südportal des Kreuzgangs

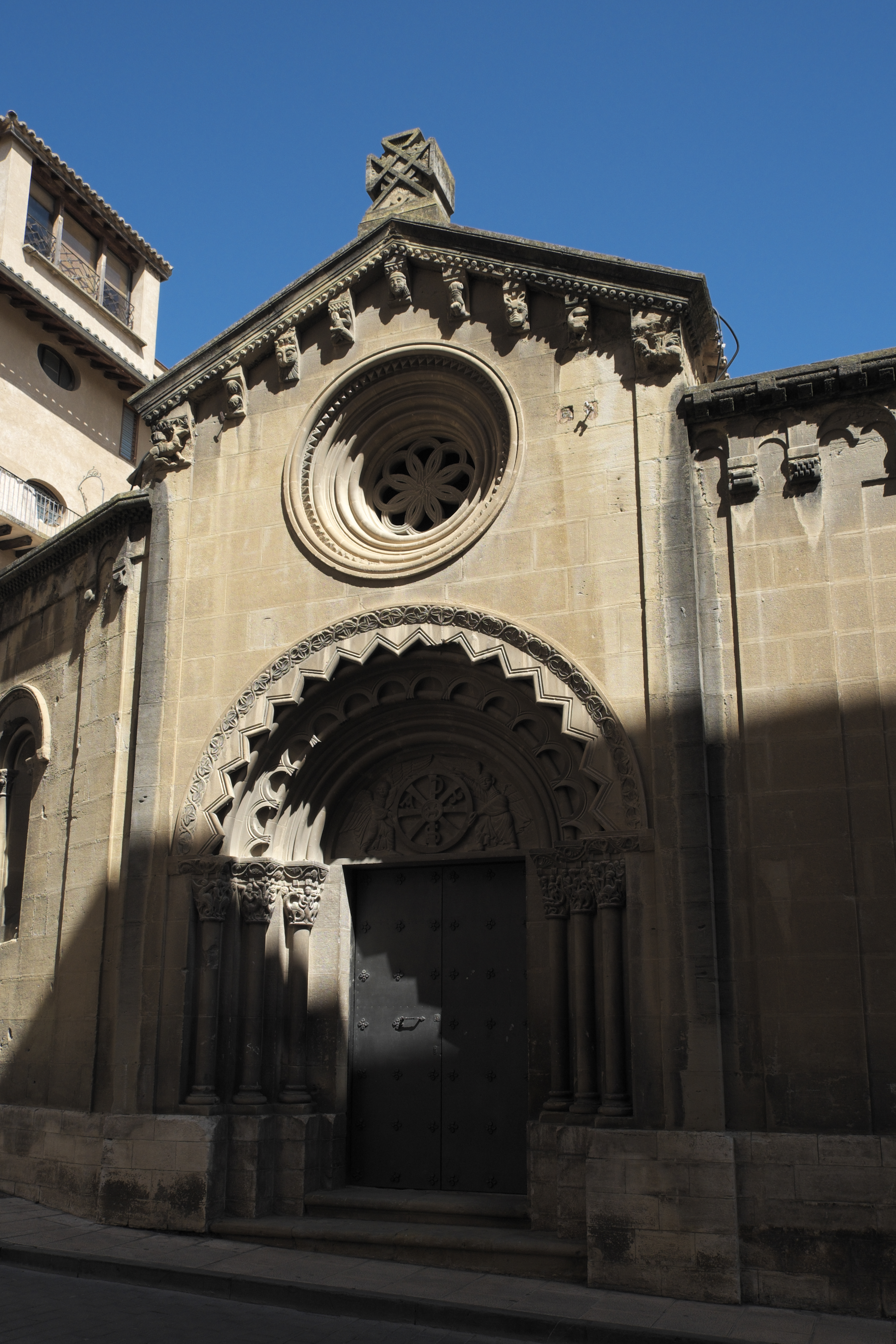
Südportal des Kreuzgangs

Das Portal an der Südseite des Kreuzgangs wurde Ende des 19. Jahrhunderts im neoromanischen Stil geschaffen. 

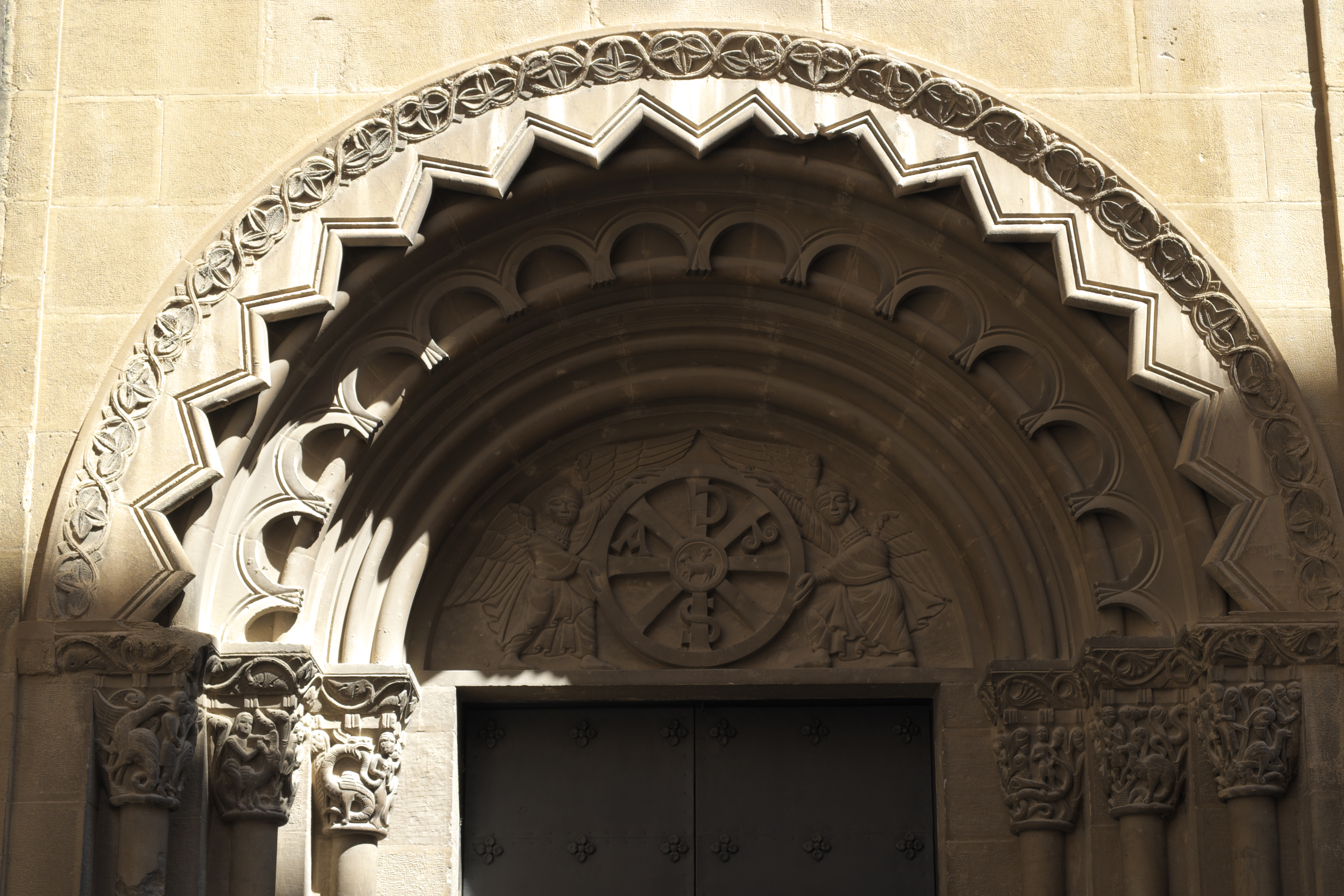
Tympanon
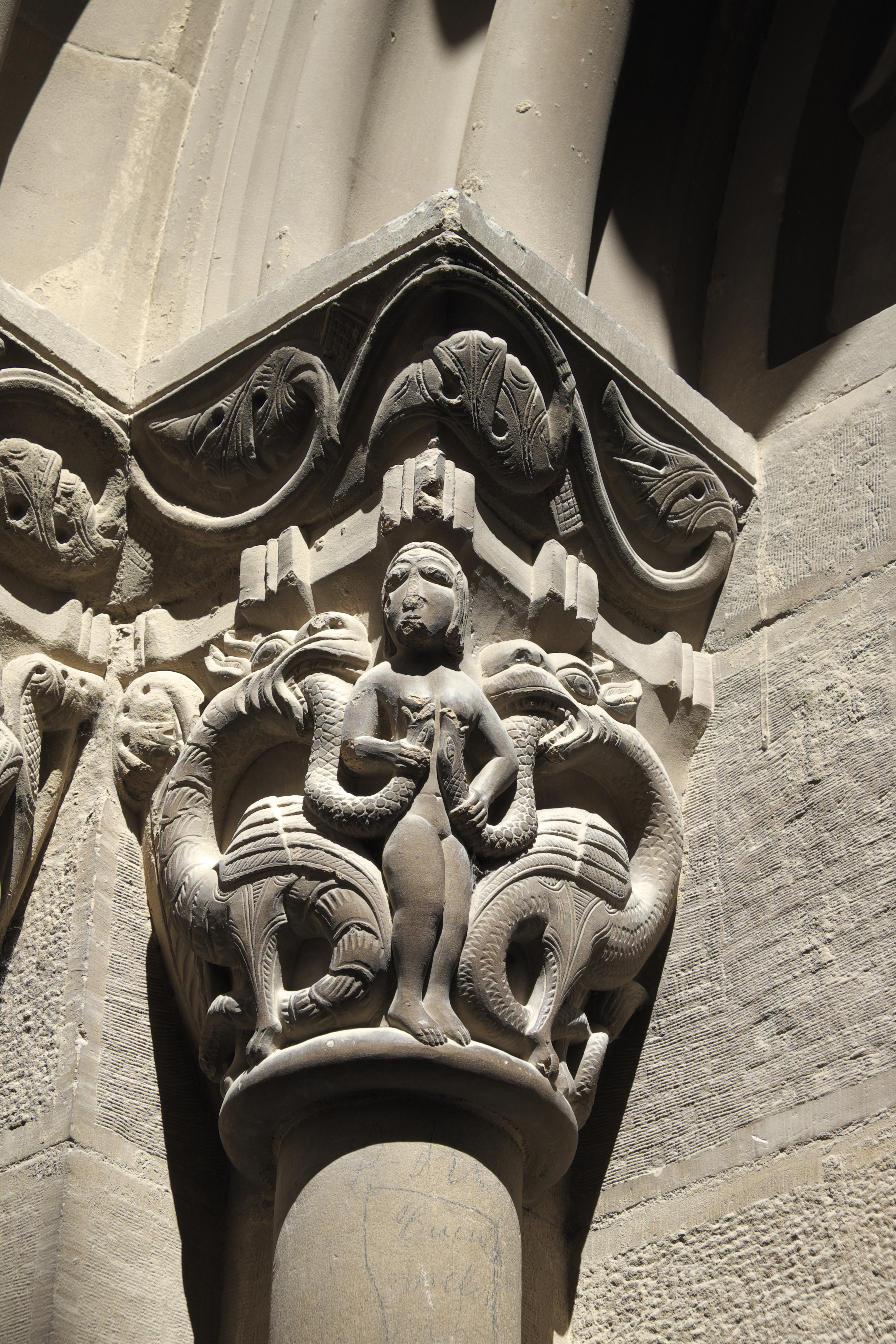
Kapitell
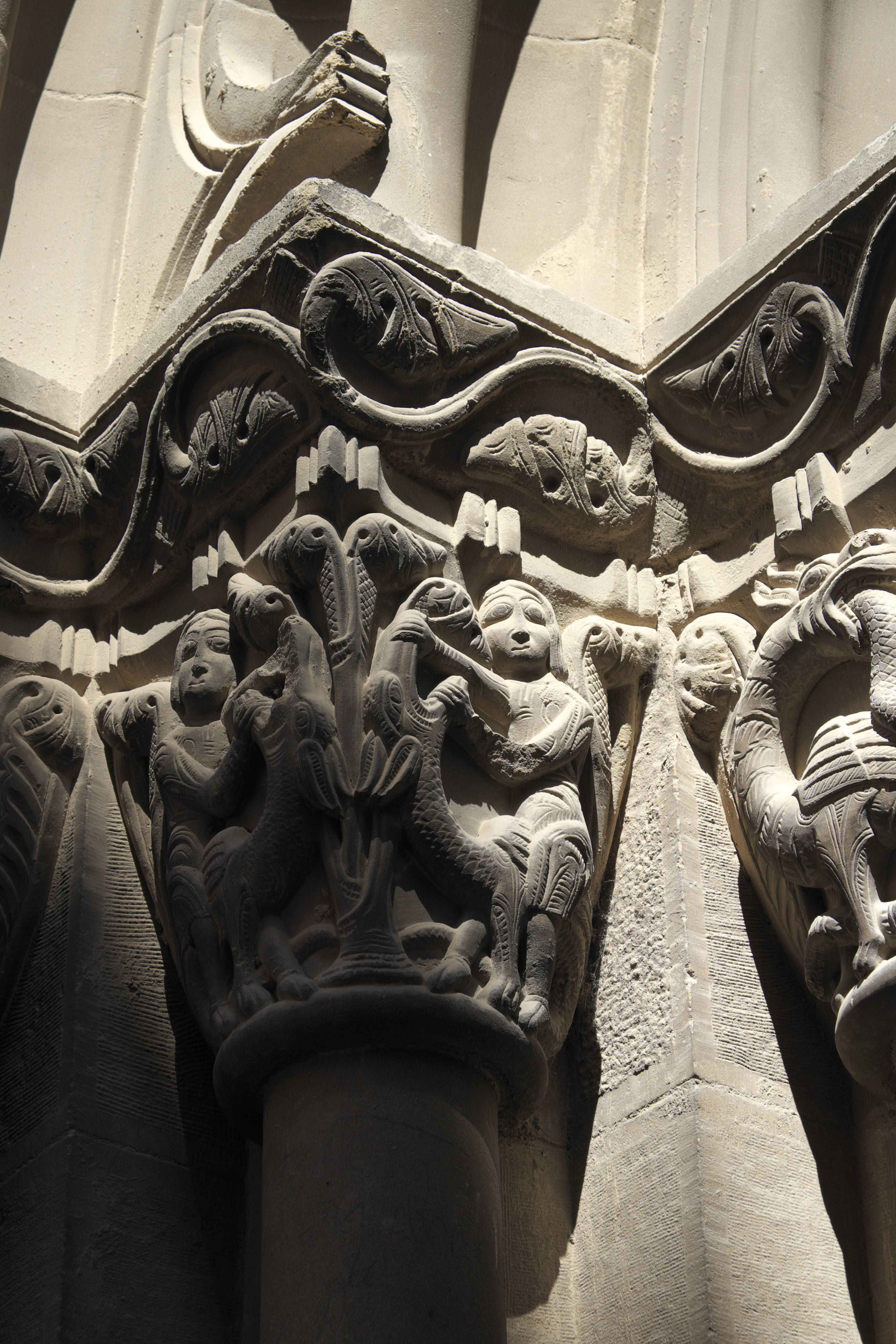
Kapitell